# Browar Kreuz w Kłodzku
Browar Kreuz w Kłodzku (niem. Kreuz-Brauerei) – budynek lokalnego browaru działającego na terenie Kłodzka, wpisany do rejestru zabytków nieruchomych województwa dolnośląskiego.
Przy ul. Zofii Stryjeńskiej 2 (niem. Mühlgasse) nad kanałem Młynówka w Kłodzku znajdował się browar z wyszynkiem. Budynek z częścią mieszkalną wzniesiony w 1760. Na ścianie budynku wisiały szyldy: Rowery Meble Zabawki, Klinika urody. Na wschodniej ścianie budynku nr 2a, na wysokości drugiego piętra (we wnęce) znajduje się kapliczka fasadowa z figurą Matki Bożej.

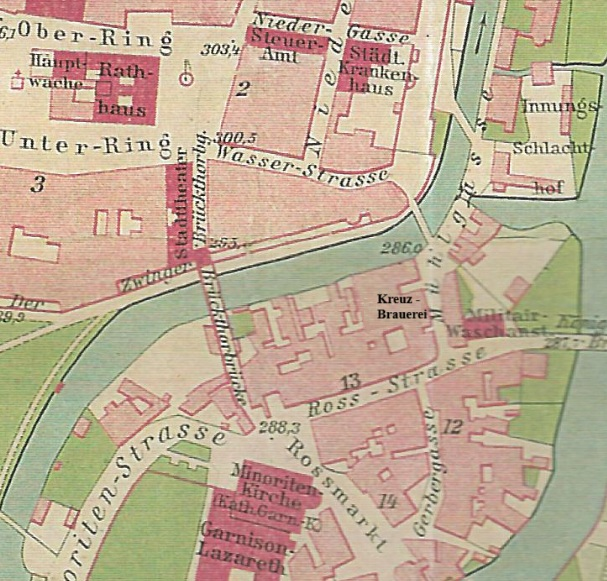
Browar na mapie
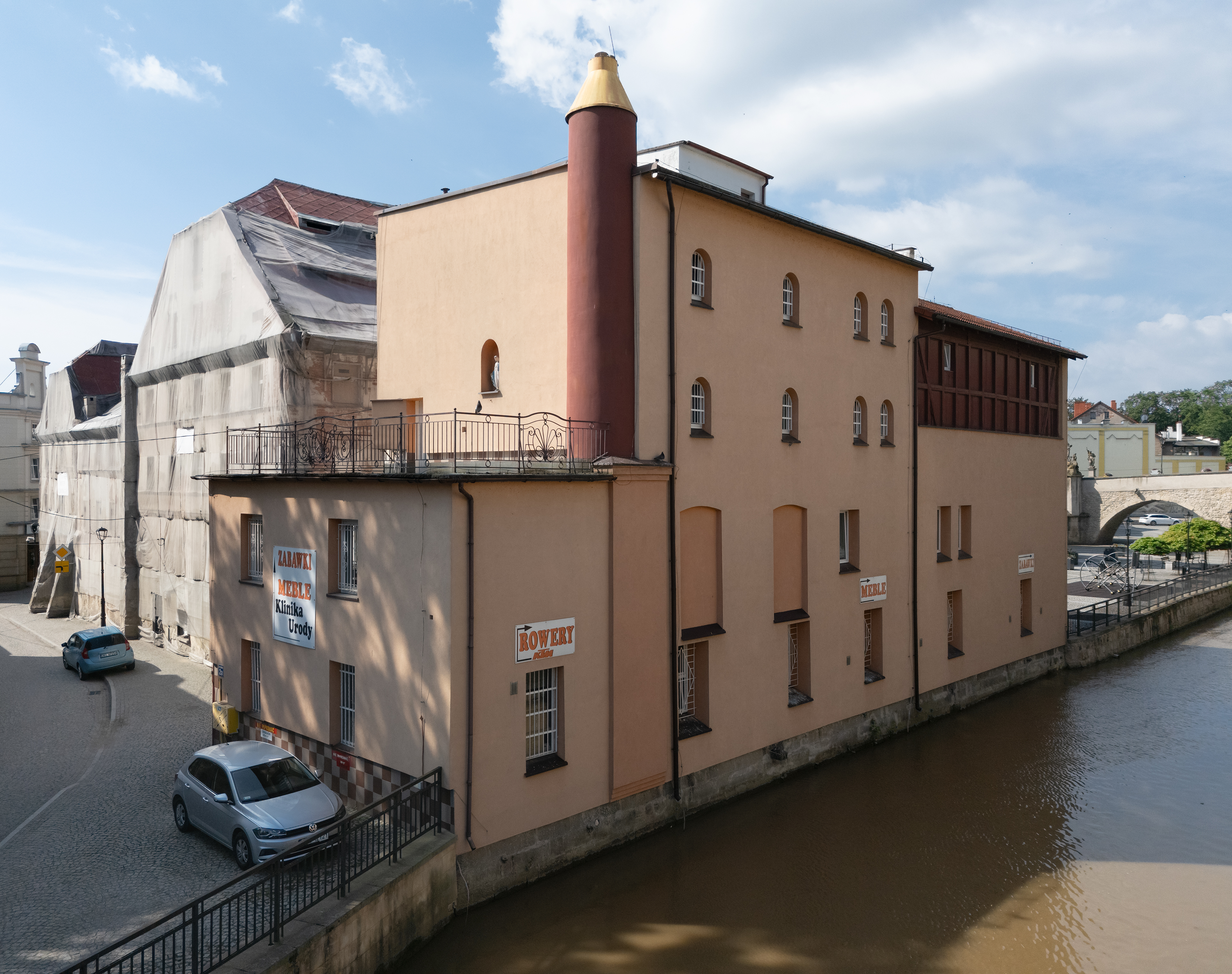
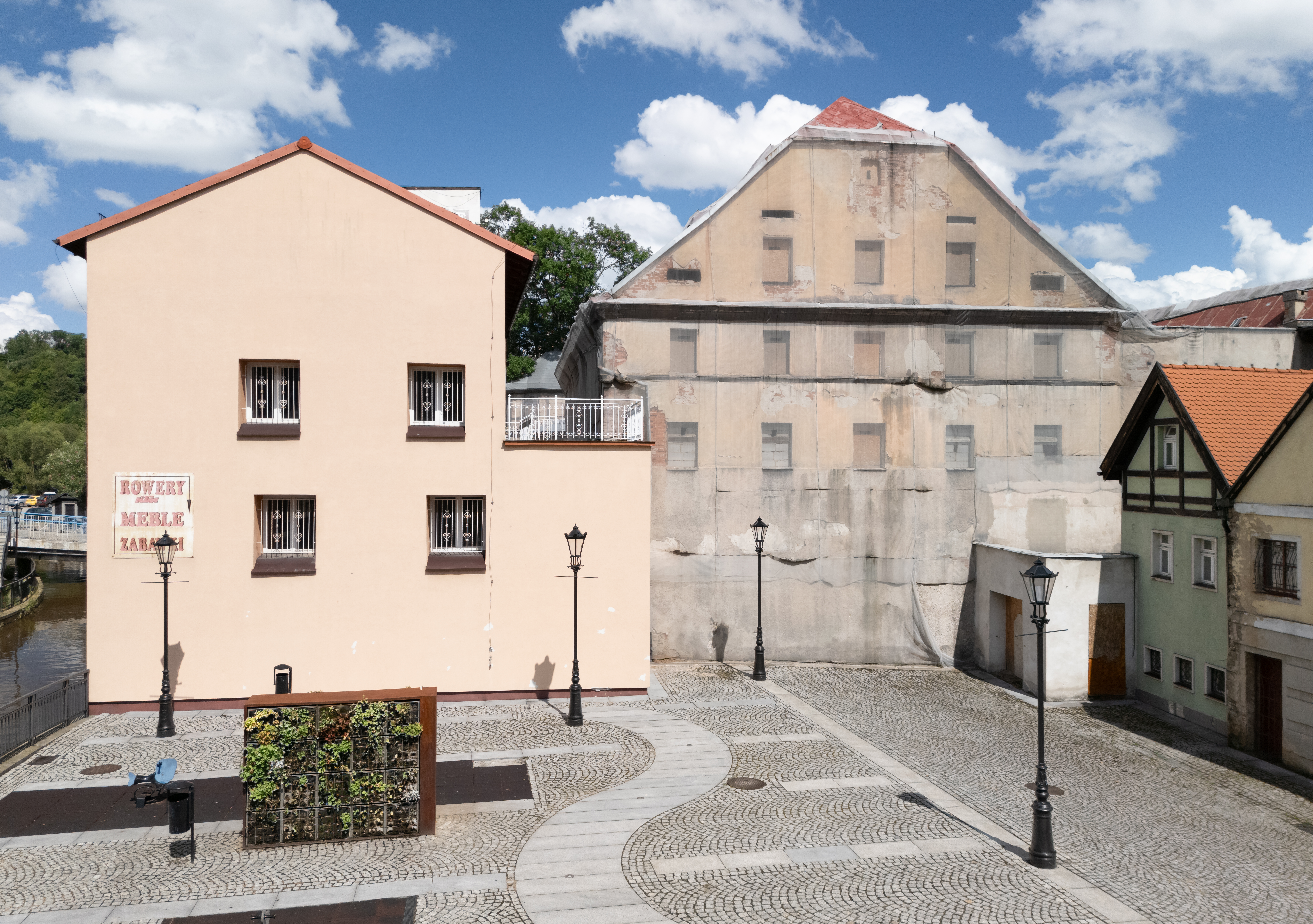
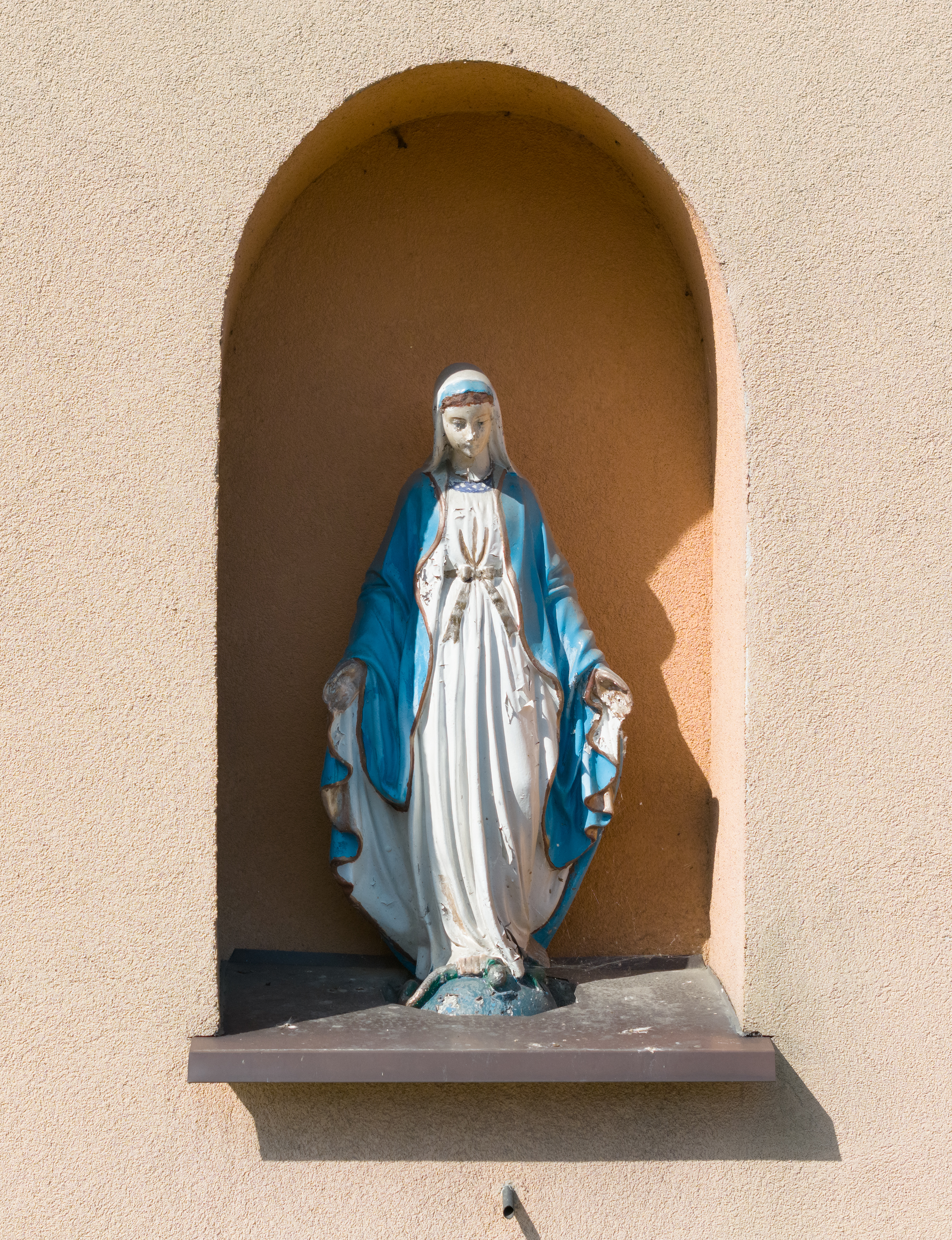
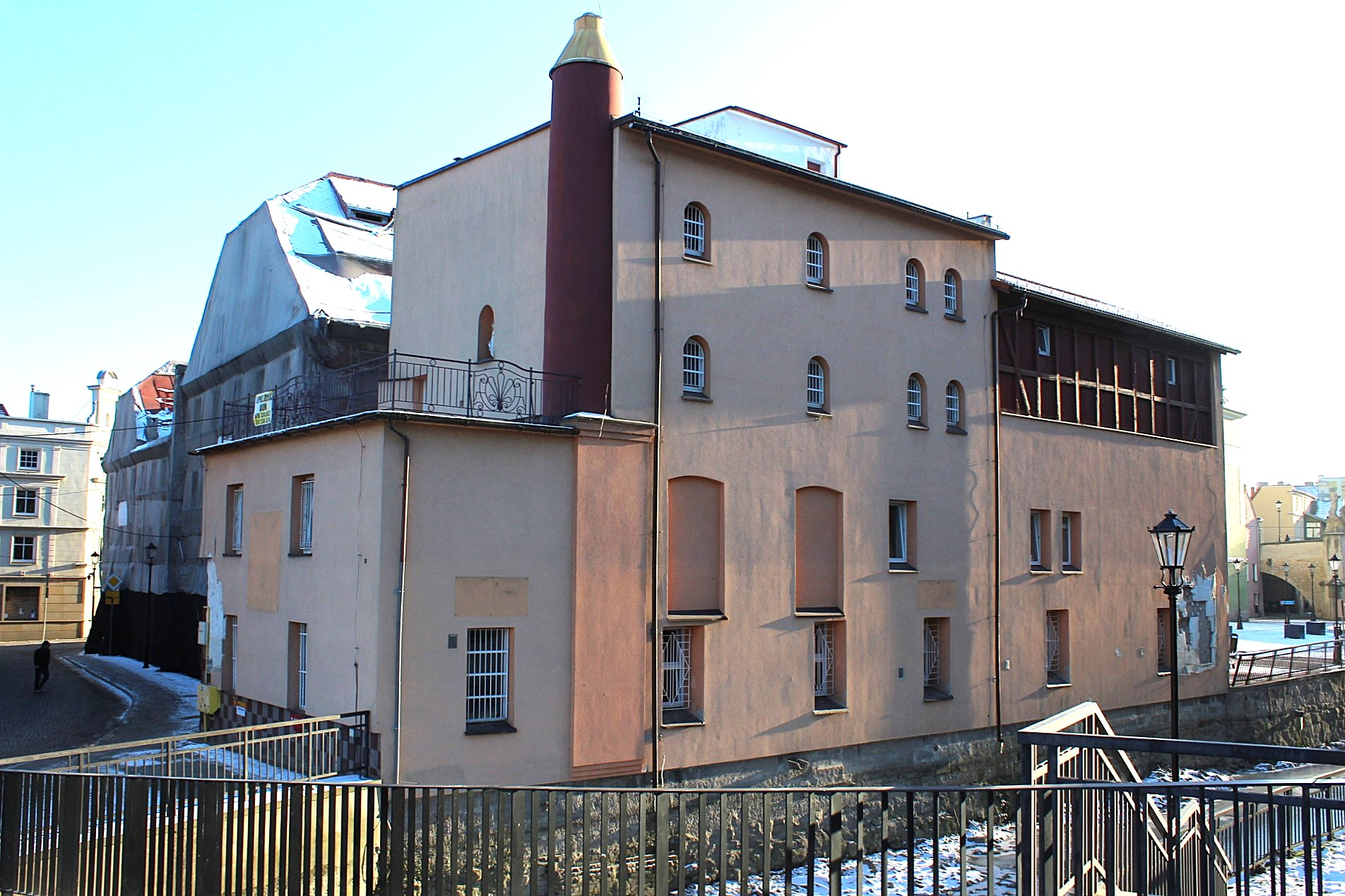
Po powodzi 2024
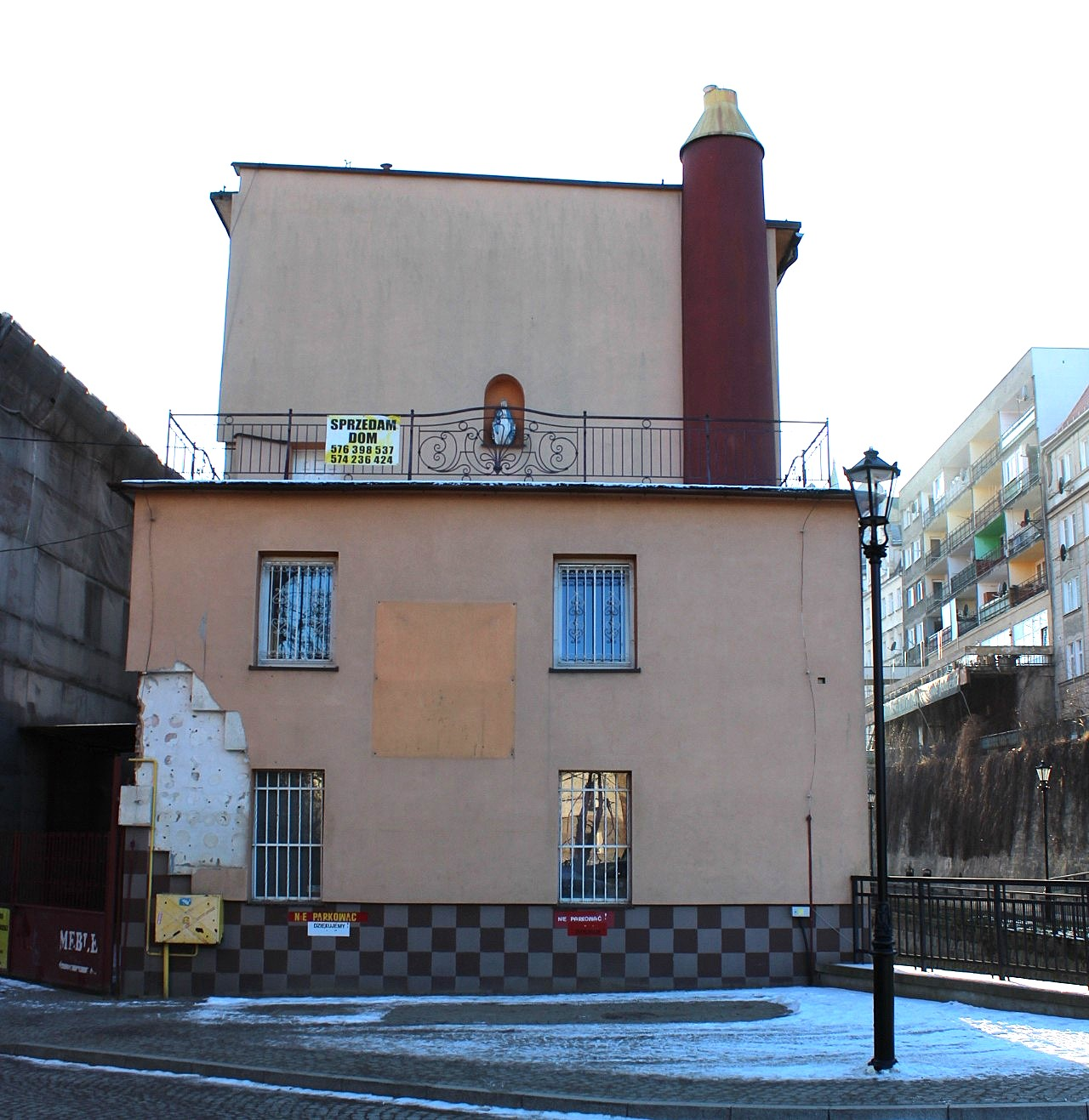
Po powodzi 2024

## Zobacz
- Browary w Kłodzku